# Ramón Montoya
Ramón Montoya Salazar (* 2. November 1880 in Madrid; † 20. Juli 1949) war ein spanischer Flamencogitarrist und Komponist.
Aus einer Gitano-Familie von Viehhändlern stammend, verwendete Ramón Montoya seine allerersten Einnahmen zum Kauf einer Gitarre. Als Teenager begann er in den Flamenco-Cafés den zu spielen, bis er im Café de la Marina in Madrid ein ständiges Engagement erhielt. Dort traf er auf die Gitarristen Amalio Cuenca und El Cañito, die die größten Flamenco-Sänger Madrids begleiteten und ihm die traditionellen Rhythmen und Techniken des Flamenco beibrachten. 1912 lernte er den Flamenco-Sänger Don Antonio Chacón kennen, mit dem ihn eine jahrzehntelange Zusammenarbeit verband. Sein Spiel wurde auch beeinflusst von den klassischen Gitarristen Francisco Tárrega und dessen Schüler Miguel Llobet.
Ramón Montoya begann ab 1936 eine internationale Karriere. Hatte im traditionellen Flamenco die Gitarre überwiegend die Rolle, den Gesang und Tanz begleitend zu unterstützen, verhalf Ramón Montoya der Flamencogitarre zu einer tragenden Rolle als Soloinstrument und spielte in renommierten Konzertsälen Europas und Amerikas.
Als Begleitgitarrist unzähliger Flamencokünstler ist Ramón Montoyas Spiel auf hunderten von Tonaufnahmen dokumentiert, unter anderem spielte er mit Juan Breva, Manuel Vallejo, Pepe Marchena, und La Niña de los Peines.

## Diskografie (Auswahl)
- Ramón Montoya: Concierto de arte clásico flamenco (Coleccíon Zayas). LP mit Aufnahmen aus dem Jahr 1936, Diapason (56.0126) 1989.
- Ramón Montoya – El Genio De La Guitarra Flamenca: Grabaciones Históricas 1923-1936. 2 CDs, Sonifolk 1999.
- Ramón Montoya: Grandes Figures Du Flamenco, Volume 5. Le Chant du Monde (LDX 74879) 1996.